# Битеф театар
Битеф театар је основан 1989. у реконструисаној немачкој евангелистичкој цркви у близини Бајлонијеве пијаце. Испред је мали трг назван Трг Мире Траиловић или Сквер Мире Траиловић. Улога Битеф театра од првих дана била је, поред реализације Битеф фестивала и ширење ефеката фестивала и нових позоришних тенденција током целе године.

## Концепт
Концепт Битеф театра остао је исти до данас. Отворен је за све врсте нових израза, за превазилажење утврђених граница, за истраживање и давање подршке уметницима који су спремни на храбре искораке. Битеф театар покушава да покаже како је позориште институција која и ствара културу, а не она која само повлађјује одређеном културном моделу. Зато се посебна пажња поклања позоришним аспектима који су недовољно развијени у домаћем позоришту, као што су савремени плес и театар покрета. Битеф театар је организован по угледу на модерна европска позоришта, нема стално запослен уметнички ансамбл, већ га ангажује по пројектима.